# Курцумс (разъезд)
Ку́рцумс (латыш. Kurcums) — железнодорожная станция Латвийской железной дороги на линии Даугавпилс-сортировочная — Курцумс — государственная граница. Находится на территории Деменской волости Аугшдаугавского края между станцией Грива и станцией Турмантас Литовских железных дорог.

## История
Открыта в 1926 году как остановочный пункт Курциемс. В 1928 году получила нынешнее название. В 1930/1931 году был построен вокзал.
С 1992 года станция являлась пограничной, и на ней был возведён новый вокзал. С 1991 по 21 декабря 2007 год, до вступления Латвии и Литвы в Шенгенскую зону, осуществлялся пограничный контроль въезжающих и выезжающих пассажирских поездов.
Перед этой станцией в межвоенной Латвии существовала сейчас не функционирующая пограничная станция Земгале на границе с Польшей.